# ليم هيو جون
ليم هيو جون (مواليد 29 مايو 1996) هو لاعب تزلج على مسار قصير كوري جنوبي، فاز بالميدالية الذهبية في سباق 1500 متر في أولمبياد 2018.